# Анна Лістер
Анна Лістер (3 квітня 1791 , Галіфакс (Англія), Західний Йоркшир  — 22 вересня 1840 , Кутаїсі ) — англійська землевласниця, альпіністка, мандрівниця та мемуаристка, відома своїми одкровеннями, за які її охрестили «першою сучасною лесбійкою» у статті Кріс Рулстон.
Була з невеликої землевласницької родини в Шибдені в Калдердейлі, Західний райдінг Йоркшира, і вела численні лесбійські стосунки зі шкільних років, часто під час тривалих поїздок за кордон. М'язиста й маскулінна на вигляд, одягнена лише в чорне й високоосвічена, згодом її знали, загалом недоброзичливо, як «Джентльмен Джек». Її останні значущі стосунки були з Енн Вокер, з якою вона офіційно одружилася у Церкві Святої Трійці, Гудрамгейт, Йорк, яка зараз відзначається як батьківщина лесбійського шлюбу в Британії.
Щоденники Лістер розкривають багато про сучасне життя в Західному Йоркширі, включаючи її розвиток історичного Шибден-Голлу та її інтереси до ландшафтного дизайну, видобутку корисних копалин, залізниць і каналів. Багато записів були записані в коді, який не був розшифрований лише після її смерті.

## Життя

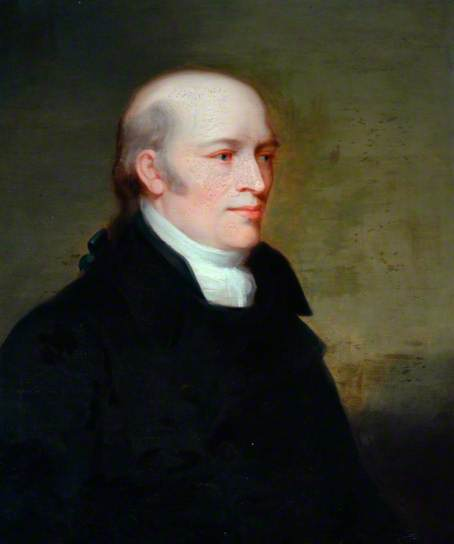
Джеймс Лістер (від якого Анна Лістер успадкувала маєток Шибден), Джошуа Горнер (1812—1884)

Анна Лістер була другою дитиною і старшою дочкою Джеремі Лістера (1753—1836), що служив у британській молоді 1775 року 10-му піхотному полку в битвах при Лексінгтоні та Конкорді під час американської війни за незалежність. У серпні 1788 року він одружився з Ребекою Баттл (1770—1817) з Велтона в Іст-Райдінгу, Йоркшир. Їх перша дитина, Джон, народився 1789 року, але помер того ж року.
Анна Лістер народилася в Галіфаксі 3 квітня 1791 року. 1793 року сім'я переїхала до маєтку Скелфлер-хаус у Маркет-Вейтоне. Скелфлер був місцем, де молода Анна провела свої перші роки. Другий син, Самуель, який був близький з Анною, народився 1793 року. Лістери мали чотирьох синів і трьох дочок, але лише Анна та її молодша сестра Маріан (народилася 13 жовтня 1798 р.) пережили за 20 років.
У віці семи років її відправили до школи, якою керували місис Хагес та місис Четтл в Агнесгейті, Ріпон. Між 1801 і 1804 роками Лістер здобувала домашню освіту у преподобного Джорджа Скелдінга, вікарія Маркет-Вейтона. 1804 року Анна Лістер була відправлена в школу Манор-Хаус в Йорку (в будівлі королівської садиби), де зустріла своє перше кохання, Елізу Рейн (1791—1860). Еліза розраховувала жити з Анною, коли вона стала дорослою, але Анна зав'язала стосунки з іншими жінками, включаючи Ізабеллу Норкліфф та Маріану Белкомб. У відчаї та розчаруванні Еліза стала пацієнткою притулку Кліфтон-Гаус, яким керував батько Маріани, Вільям, 1814 року. Пізніше Еліза Рейн була переведена до Террас-хаусу в Осбальдвіку, де померла 31 січня 1860 року та похована на церковному цвинтарі Осбальдвік через дорогу.
Здобуваючи домашню освіту, Лістер виявила інтерес до класичної літератури. У збереженому листі до своєї тітки від 3 лютого 1803 р. молода Лістер пояснює: «Моя бібліотека — це моє найбільше задоволення… Грецька історія мені дуже сподобалася».

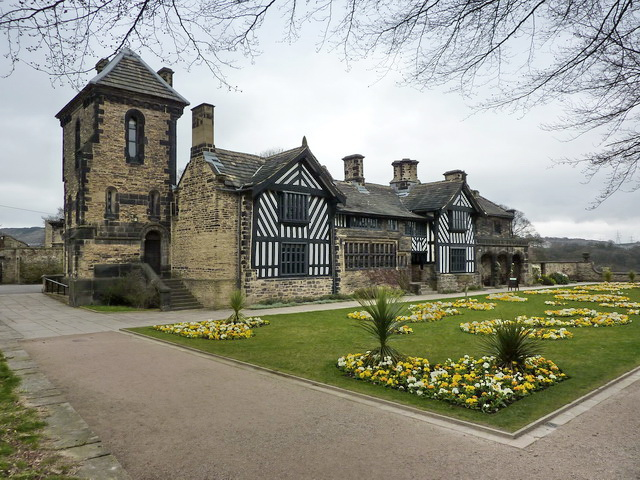
Шибден-Голл, 2010 року, з бібліотечною вежею, доданою Енн Лістер зліва

Вона успадкувала маєток Шибден після смерті свого дядька 1826 року, але контролювала лише частину його доходів до смерті батька та тітки 1836 року, коли їхні частки доходу перейшли до неї. Багатство Лістер дало їй певну свободу жити так, як їй хотілося.
Окрім доходів від оренди сільськогосподарської нерухомості, Лістер мала нерухомість у місті, акції в канальній та залізничній промисловості, гірничодобувній промисловості та кар'єрах. Лістер використовувала дохід від цього для фінансування двох своїх захоплень: реконструкції Шибден-Голлу та подорожей Європою.
Лістер описують як жінку «з чоловічим зовнішнім виглядом». Одній з її романтичних партнерок, Маріані Лоутон (до шлюбу Белкомб), спочатку було соромно з'являтися на публіці з Лістер через коментарі, зроблені з приводу зовнішності Лістер. Вона вдягалася повністю в одяг чорного кольору (як звичайний джентльмен того часу) і брала участь у багатьох активностях, які не вважалися нормальними для жінок того часу, таких як відкриття шахти й володіння нею. У деяких колах її називали «Джентльмен Джек». Лоутон та Лістер були в стосунках близько двох десятиліть, включаючи період, протягом якого Лоутон була одружена, і з чим її чоловік змирився. 1822 року вони відвідали леді Лланголлена, відому лесбійську пару, в Плас Ньюїдд в Лланголлені.
Хоча Лістер зустрічалася з нею з різних причин у 1820-х, Енн Вокер, яка до 1832 року стала багатою спадкоємицею, взяла на себе набагато більш істотну роль в житті Лістер. Зрештою жінки разом причастилися у Великодню неділю (30 березня) 1834 року в церкві святої Трійці, Гудрамгейт, Йорк, і після цього вважали себе одруженими, але без юридичного визнання. Церква була описана як «символ того, що трактується як місце першого лесбійського шлюбу, що відбувся у Британії», і тепер на будівлі встановлена пам'ятна синя дошка. Пара жила разом у Шибден-Голлі до смерті Лістер 1840 року.
Статки Вокер були використані для покращення Шибден-Голлу, а також водоспаду та озера на території власності. Лістер досить суттєво відремонтувала Шабден-Голл за власним дизайном. Вона також викопала тунель під будівлею, який дозволяв персоналу пересуватися, не заважаючи їй.
Протягом усього життя Лістер була англіканської віри, а також залишалася торіїсткою, «зацікавленою в захисті привілеїв землевласницької аристократії».

## Подорожі

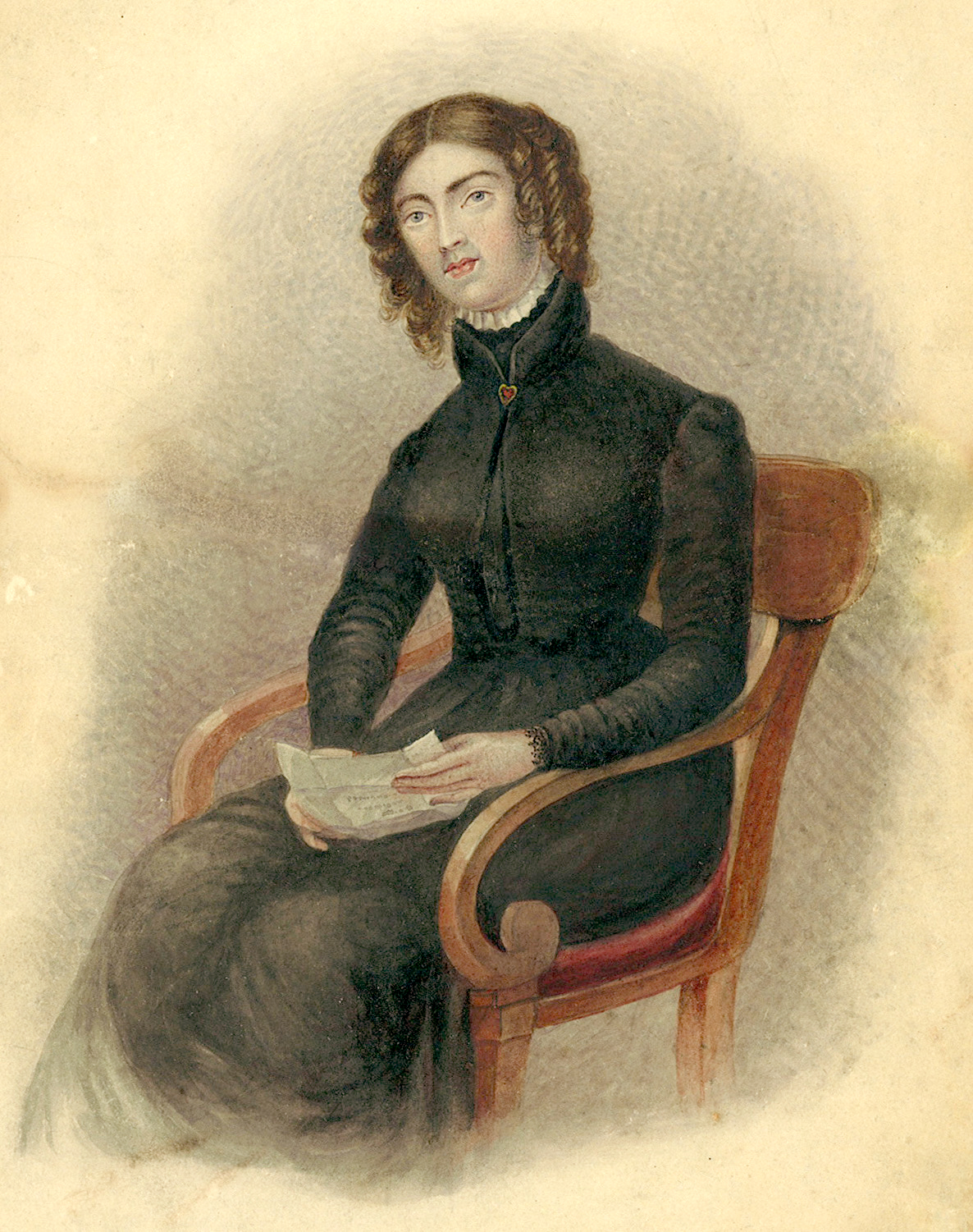
Акварельний портрет Лістер, ймовірно, пензля місис Тернер з Галіфакса, 1822 рік

Лістер дуже любила подорожувати, хоча її біографка Анжела Стейдель припускає, що її подорожі в подальшому житті також були способом «уникнути усвідомлення того, що вона зазнала невдачі у всьому, за що бралася». Здійснила свою першу подорож до континентальної Європи 1819 року, у 28 років. поїхавши зі своєю 54-річною тіткою, яку також звали Анна Лістер, у двомісячну поїздку до Франції.
1824 року повернулася до Парижа і пробула там до наступного року. 1826 року прибула до Парижа до своєї тітки Анни, де відновила роман після попереднього візиту до міста з вдовою на ім'я Марія Барлоу. 1827 року вирушила з Парижа разом з Марією Барлоу та тіткою Анною у подорож Північною Італією та Швейцарією, повернувшись наступного року до Шибден-Голлу. 1828 року вона багато подорожувала Шотландією разом із Сібеллою Маклін.
1829 року знову виїхала на континент. Відвідала Бельгію та Німеччину, перш ніж вирушати на південь до Піренеїв. Тут вона здійснила піший похід, а також перетнула кордон з Іспанією. Перебуваючи в Іспанії, Лістер продемонструвала як свою сильну схильність до пригод, так і значну фізичну підготовку, піднявшись на Монте-Пердідо висотою 3 355 метрів, третю за висотою вершину в Піренеях.
Повернувшись до Шибден-Голлу 1831 року, вона виявила, що життя з батьком Джеремі та сестрою Маріан настільки незручне, що майже відразу ж знову поїхала, відвідавши Нідерланди в короткій поїздці з Маріаною Лоутон. Загалом, між 1826 і 1832 роками вона провела лише короткий проміжок часу в Шибден-Голлі, а подорожі Британією та Європою дозволяли їй уникати своєї родини вдома.
1834 року вона знову відвідала Францію та Швейцарію, цього разу під час медового місяця з Енн Вокер. Повернувшись з Вокер 1838 року, вона знову вирушила на південь до Піренеїв і завершила перше «офіційне» сходження на Віньємале (3298 м), найвищу вершину французьких Піренеїв.
Її остання і найбільша подорож розпочалася 1839 року. Покинувши Шибден-Голл у червні разом з Енн Вокер та двома слугами, вони вирушили у власному екіпажі через Францію, Данію, Швецію та Росію. Часом вони потребували військового супроводу. Ці дві жінки були джерелом великої цікавості для людей, яких вони відвідували. Як зазначила Вокер у своєму щоденнику: «Люди приходили подивитися на нас так, ніби ми були якимись дивними тваринами, яких вони ніколи раніше не бачили».

## Смерть

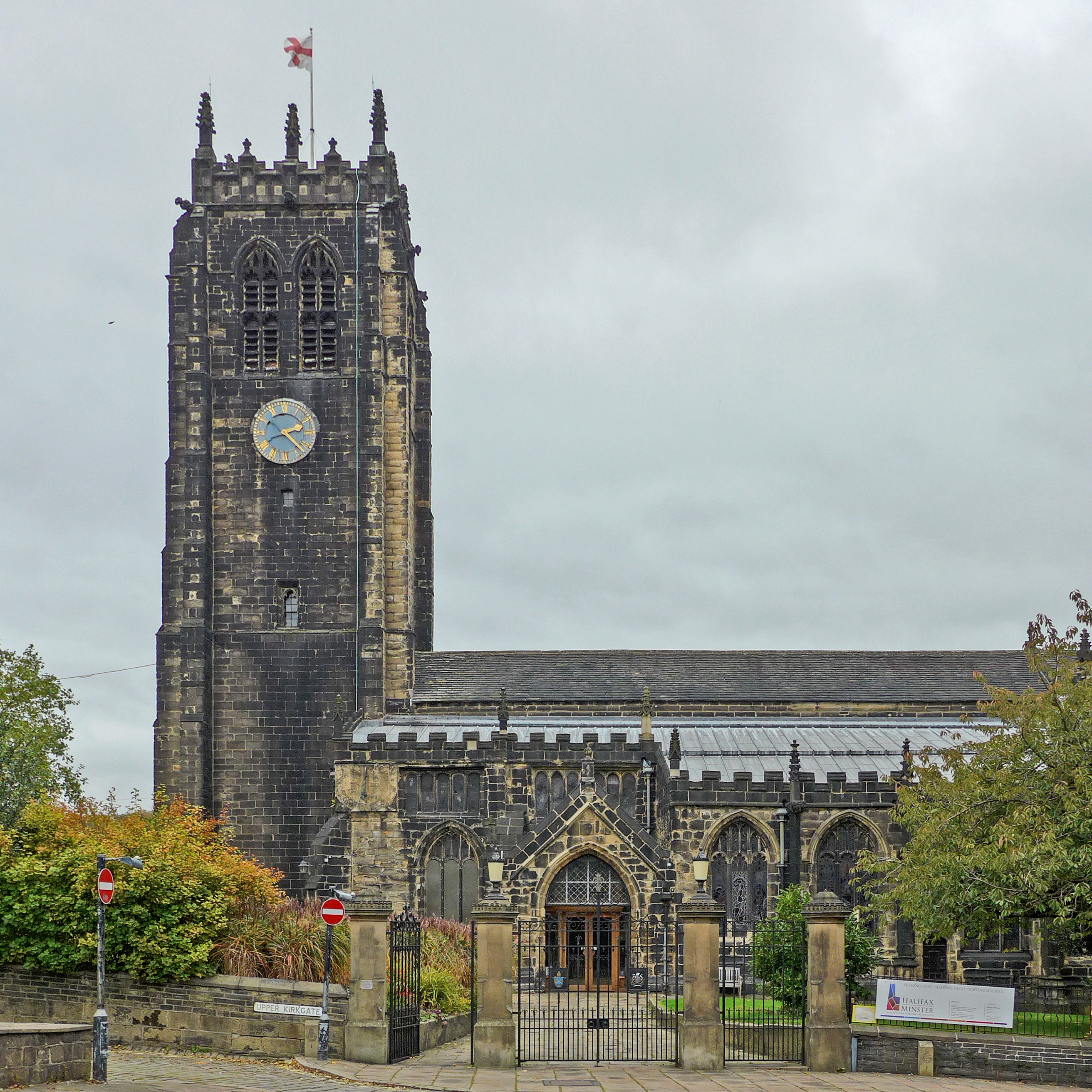
Собор Галіфакса, де похована Анна Лістер

Лістер померла 22 вересня 1840 року у віці 49 років від лихоманки в Кутаїсі в Грузії під час подорожі з Енн Вокер. Вокер наказала повернути тіло Лістер до Великої Британії, де вона була похована в соборі Галіфакса 29 квітня 1841 року.
За її заповітом майно Лістер було залишено її двоюрідним братам по батьківській лінії, але Вокер отримала право на довічне володіння. Після того, як Вокер визнали «не в собі», вона деякий час провела в Терас-Гаусі, приватному будинку в Осбалдвіку, а потім в районі Лондона зі своєю сестрою і швагром. Вокер повернулася до Шибден-холу 1845 року і переїхала назад до маєтку своєї родини в Лайткліффі 1848 року. Вокер померла 1854 року в будинку свого дитинства, Кліфф-Гілл, у Лайткліффі, Західний Йоркшир.
Понад 40 років після її смерті, висвітлюючи суперечку про право власності на Шибден-Голл, газета Leeds Times 1882 року заявила: «Чоловічі особливості характеру міс Лістер все ще пам'ятають».

## Щоденник
За своє життя Лістер написала щоденник обсягом у п'ять мільйонів слів. Він розпочався 1806 року з клаптиків паперу, що записували секретні кодові листи, надіслані Елізі Рейн і від неї, і врешті-решт перетворився на 26 томів, що закінчилися після її смерті 1840 року. На додаток до того, що її почерк неймовірно важко розшифрувати, близько шостої частини щоденника зашифровано простим кодом, який вони з Рейн розробили, поєднуючи грецький алфавіт, Зодіак, розділові знаки та математичні символи, і в ньому дуже детально описується її лесбійська ідентичність та романтичні стосунки, а також методи, які вона використовувала для спокушання жінок. Значна частина її щоденника стосується її повсякденного життя, а не лише її сексуальності, і містить детальну інформацію про соціальні, політичні та економічні події того часу.
2011 року щоденники Лістер були додані до реєстру програми ЮНЕСКО «Пам'ять світу». У цитаті з реєстру зазначається, що попри те, що це цінна розповідь про часи, саме «всеосяжний і болісно чесний опис лесбійського життя та роздумів про його природу, однак, зробив ці щоденники унікальними. Вони сформували й продовжують формувати напрямок британських гендерних досліджень та історії жінок».

## Меморіальна дошка

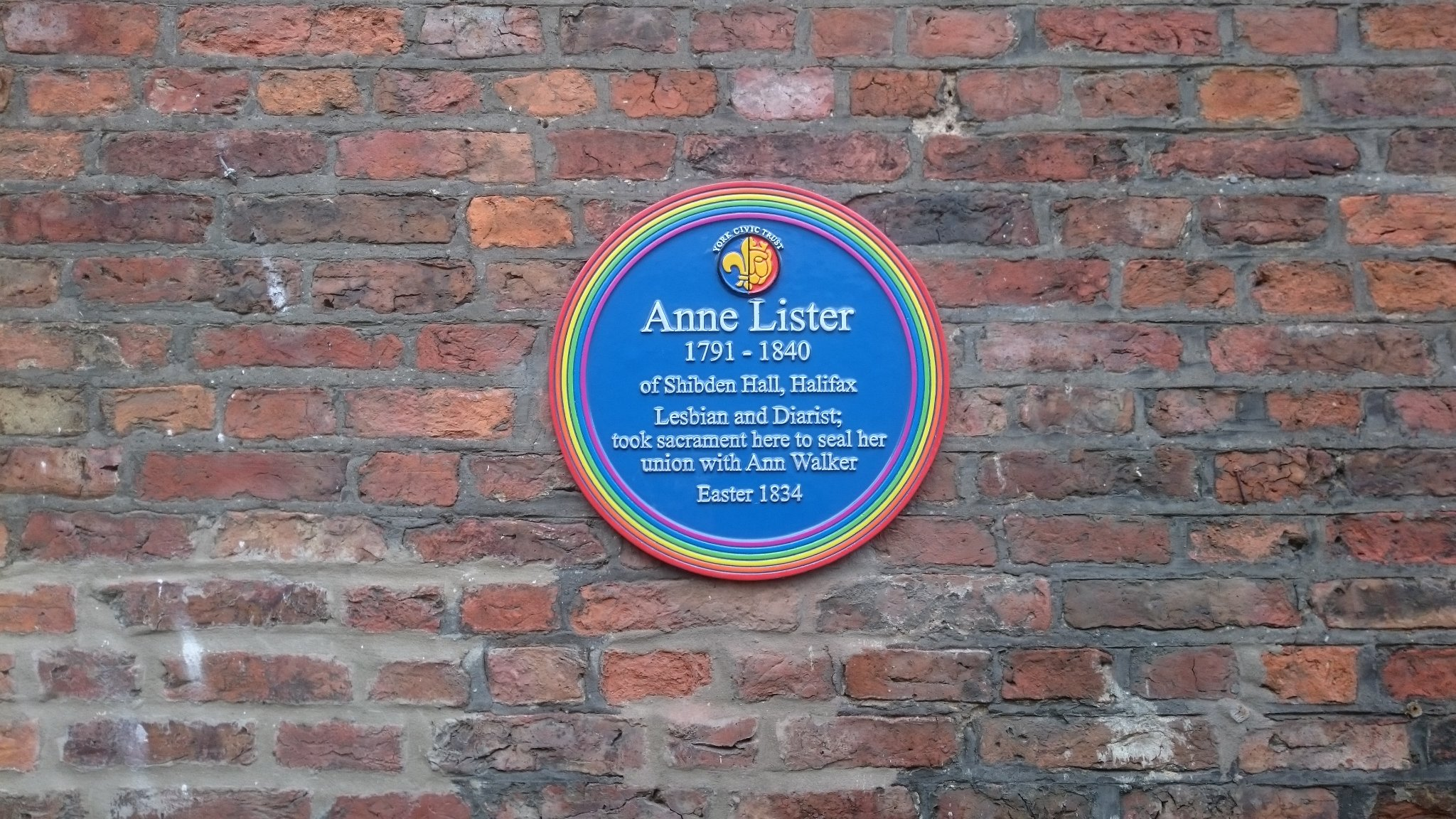
Меморіальна табличка у церкві Святої Трійці, Гудрамгейт, Йорк, присвячена Енн Лістер та Енн Вокер

2018 року в церкві святої Трійці в Йорку була відкрита блакитна меморіальна дошка на честь Енн Лістер; це була перша меморіальна табличка в історії ЛГБТ в Йорку. На табличці була веселкова окантовка і напис «підприємиця, яка не відповідає гендерним принципам. Відсвяткувала шлюбне зобов'язання, без юридичного визнання, з Енн Вокер в цій Церкві. Великдень, 1834 рік». Формулювання було розкритиковане за відсутність згадки про сексуальність Лістер, і 2019 року замінене подібною табличкою з формулюванням «Енн Лістер 1791—1840 з Шибден-Голлу, Галіфакс / лесбійка та авторка щоденників; взяла причастя тут, щоб закріпити свій союз з Енн Вокер / Великдень 1834».